# Església de la Immaculada Concepció de Tartu
L'Església de la Immaculada Concepció, també coneguda com l'església catòlica de Tartu i més formalment "Església de la Immaculada Concepció de la Santíssima Mare de Déu" (en estonià: Tartu katoliku kirik o Pühima Neitsi Maarja Pärispatuta Saamise kirik) és el nom que rep un edifici religiós que pertany a l'Església catòlica i es localitza a la ciutat de Tartu, la segona més gran d'Estònia.
Es tracta d'una estructura construïda entre els anys 1895 i 1899. És l'únic temple parroquial catòlic a Tartu. La primera pedra de l'església va ser col·locada en 1862 i va ser consagrada oficialment en 1899.
Va ser dissenyada per Wilhelm Schilling i construïda en l'estil neogòtic. Està situada als carrers Veski, Jakobi, Oru i Karl August Hermann. A causa de les diverses nacionalitats que componen la congregació ofereix misses no només en estonià, sinó també en polonès i anglès.